# 莫里斯·威爾金斯
莫里斯·休·弗雷德里克·威爾金斯，CBE，FRS（英語：Maurice Hugh Frederick Wilkins，1916年12月15日—2004年10月5日），出生於紐西蘭，英國分子生物學家，專注於磷光、雷達、同位素分離與X光繞射等領域。其在倫敦國王學院期間解開了DNA分子結構，以及一些相關研究，使其與佛朗西斯·克里克、詹姆斯·沃森共同獲得了1962年的諾貝爾生理學或醫學獎。他在國王大學的同事羅莎琳·富蘭克林，也是這項研究的主要貢獻者之一，但因病逝世，無緣得獎。